# Hauenstein
Hauenstein è un comune di 4 005 abitanti della Renania-Palatinato, in Germania.

Appartiene al circondario (Landkreis) del Palatinato sudoccidentale (targa PS) ed è capoluogo della comunità amministrativa (Verbandsgemeinde) omonima.